# Calpurnia Hispulla
Calpurnia Hispulla est la tante de l’épouse du sénateur et écrivain romain Pline le Jeune. Elle est la fille de Calpurnius Fabatus.

## Biographie
Comme celle de Pline le Jeune, la famille de Calpurnia Hispulla est originaire de Côme et appartenait à l’ordre équestre. Après la mort de son frère et de sa femme, Calpurnia Hispulla s’est occupée de l’éducation de sa nièce, qui s’appelait également Calpurnia et qui est devenue la deuxième (troisième) femme de Pline. Elle s’est occupée de l’éducation de sa nièce comme-ci cette dernière était sa propre fille. Elle l’éduque, selon Pline, de manière à en faire une épouse idéale.
Pline le Jeune a connu Calpurnia Hispulla dès son enfance. Elle est la destinatrice de deux lettres conservées (IV, 19 et VIII,11), dans lesquelles Pline parle de sa femme, et elle est mentionnée dans quatre autres lettres, dans lesquelles il fait surtout l’éloge de l’éducation de Calpurnia.
Dans la lettre IV, 19, Pline le Jeune parle des qualités que son épouse, Calpurnia, a reçu grâce à l’éducation de Calpurnia Hispulla. Il lui parle également de la concorde qui règne entre eux.
Dans la lettre VIII, 11, Pline le Jeune souhaite rassurer Calpurnia Hispulla à la suite de la fausse couche de sa nièce.
Après la mort de son père, sa nièce, Calpurnia, quitte la province de Bithynie et Pont pour la rejoindre.

#### Editions et traductions
- Pline le Jeune, Lettres. Livres I-III, traduction Hubert Zehnacker, Paris, Les Belles Lettres, 2009.
- Pline le Jeune, Lettres. Livres IV-VI, traduction Hubert Zehnacker et Nicole Mèthy, Paris, Les Belles Lettres, 2011.
- Pline le Jeune, Lettres. Livres VII-IX, traduction Hubert Zehnacker et Nicole Mèthy, Paris, Les Belles Lettres, 2012.
- Pline le Jeune, Lettre. Livre X, traduction Hubert Zehnacker et Nicole Mèthy, Paris, Les Belles Lettres, 2017.

#### Etudes
- Adrian Nicholas Sherwin-White, The Letters of Pliny : A Historical and Social Commentary, Oxford, Clarendon Press, 1966.
- Jacqueline M. Carlon, Pliny's Women Constructing Virtue and Creating Identity in the Roman World, Cambridge, Cambridge University Press, 2009.
- Nicole Mèthy, Les Lettres de Pline le Jeune. Une représentation de l'Homme, Paris, PUPS, 2007.